# George Adamski
George Adamski (Bromberg, 17 aprile 1891 – Silver Spring, 23 aprile 1965) è stato un ufologo polacco naturalizzato statunitense e un celebre contattista.
Ad Adamski si deve gran parte dell'iconografia attuale sui dischi volanti e le teorie del complotto che li accompagnano. Infatti, egli fu uno dei primi contattisti ad avere ampio spazio sui media e le sue fotografie di UFO hanno fatto il giro del mondo, influenzando la cultura popolare. Il neologismo "contactee" (in italiano tradotto come "contattista") venne usato inizialmente negli Stati Uniti proprio per il suo caso.

## Biografia
I suoi genitori emigrarono negli Stati Uniti nella cittadina di Dunkirk (stato di New York) quando Adamski aveva due anni di età. Questi ottenne la cittadinanza statunitense nel 1915 durante il servizio militare, tra il 1913 e il 1916 infatti servì l'esercito nella U.S. Cavalry, combattendo sul confine col Messico durante la Spedizione contro Pancho Villa. Nel 1917, a distanza di pochi mesi dal termine del servizio militare, sposò Mary Shimbersky. Nel 1934 fondò e diresse un monastero chiamato Ordine Reale del Tibet, sito a Laguna Beach in California.
Fu un circolo esoterico che si poneva l'obiettivo di diffondere una corrente mistica di carattere universale intrisa di elementi ricavati dal Cristianesimo (Adamski era cattolico) e dalle filosofie orientali. Si spostò quindi in un ranch vicino al Monte Palomar nel 1940. Nel 1944, con fondi appartenenti alla sua studentessa Alice K. Wells, comprò un appezzamento sul Monte Palomar (nelle vicinanze del noto osservatorio astronomico, allora in fase di edificazione) e vi costruì una nuova casa chiamata "Palomar Garden" (Giardino di Palomar) e un nuovo ristorante "Palomar Gardens Cafe".

### Contatti alieni
Secondo la tradizione, il primo oggetto volante non identificato fotografato da Adamski risalirebbe al 1946. L'avvistamento, nei dintorni della sua abitazione, sarebbe avvenuto alle pendici del Monte Palomar a circa 107 chilometri da San Diego. Però l'incontro più famoso avvenne il 20 novembre 1952, mentre Adamski era nel deserto della California lungo la Desert Center Rice Road con alcuni amici: lì avrebbe incontrato un alieno, chiamato Orthon, proveniente dal pianeta Venere grazie all'ausilio di un'astronave più volte fotografata anche alla distanza di pochi metri.
La creatura venusiana, stando alla descrizione del contattista, aveva un aspetto "nordico" e comunicava telepaticamente. Numerosi dettagli riguardanti questo singolare avvenimento sono narrati in Flying Saucers Have Landed (tradotto in italiano con "I dischi volanti sono atterrati") libro pubblicato nel 1953 e scritto insieme all'ex pilota di aereo Desmond Leslie. Seguirono poi altri libri in cui furono descritti incontri con diversi alieni venusiani di aspetto molto terrestre. Adamski afferma che ebbe modo di salire a bordo di un ricognitore saturniano e di visitare, fra le altre cose, la superficie non visibile (dalla Terra) della Luna.
Relativamente alla Luna affermò che le fotografie riprese dalla sonda sovietica Luna 3 nel 1959 erano dei falsi, in quanto la faccia nascosta della Luna avrebbe ospitato città, alberi e montagne innevate. Gli extraterrestri avrebbero comunicato al contattista che non erano interessati alla Terra come pianeta da colonizzare, che a volte in passato era stato usato come luogo di confino per alcuni alieni indesiderati sugli altri pianeti, e che erano preoccupati per l'uso dell'energia atomica con scopo bellico da parte dell'umanità e delle sue conseguenze, operando attivamente per scongiurare esplosioni dovute all'accumulo di "energia atomica" nell'atmosfera verificatosi a causa degli esperimenti nucleari del dopoguerra.
Adamski, nel corso degli anni cinquanta ed in base alle sue presunte esperienze, sostenne che non solo Venere, ma anche Marte, Saturno e la Luna erano pianeti abitati da forme di vita intelligente. La sua fama come contattista, oltre al successo editoriale ottenuto dai suoi libri, gli procurarono molta notorietà anche al di fuori del nascente mondo dell'ufologia, che gli permise di avere incontri ufficiali con alcune personalità di rilievo del tempo (a volte provati ed ufficiali, altre volte dichiarati come avvenuti solo da Adamski senza tuttavia portare prove certe del fatto), come la regina Giuliana dei Paesi Bassi nel maggio 1959.
Tra gli incontri non confermati, anche uno con papa Giovanni XXIII nel 1963, poco tempo prima della morte del pontefice. A questi incontri si affiancarono una serie di conferenze in giro per il mondo, che gli garantirono un'elevata notorietà anche al di fuori del mondo anglosassone e al di fuori del mondo dell'ambiente ufologico, anche se, con il passare degli anni e l'accumularsi di rivelazioni sempre più improbabili suoi contatti con gli alieni, la sua credibilità ebbe un forte declino. George Adamski morì nel 1965 in un ospedale a Silver Spring, nel Maryland, a causa di una crisi cardiaca.

## Critiche ed aspetti controversi

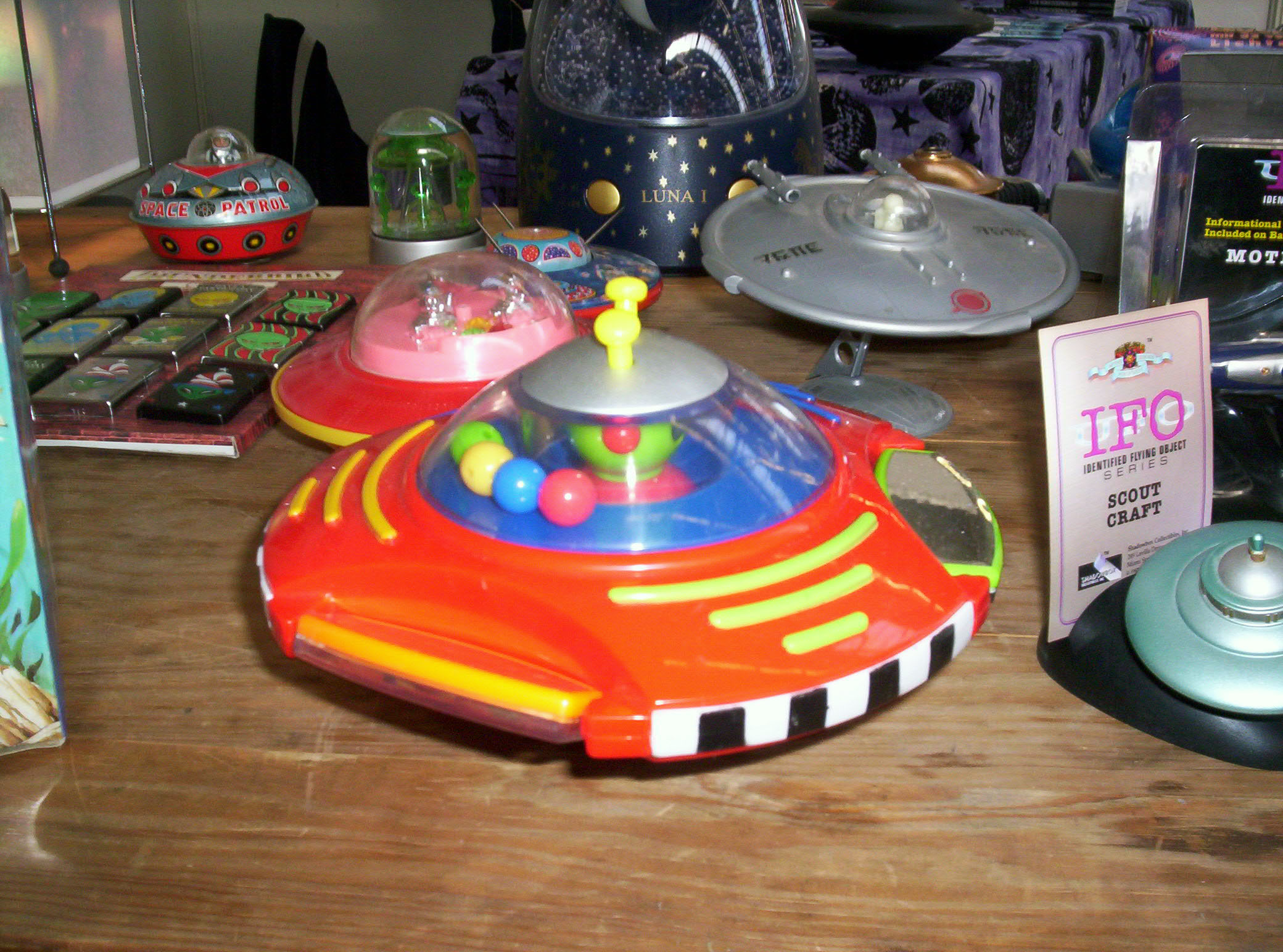
Astronavi giocattolo sul modello delle fotografie di Adamski, esposte al raduno ufologico Premières rencontres ufologiques européennes di Châlons-en-Champagne, nell'ottobre del 2005

Come nel caso di altri contattisti, nessun testimone realmente attendibile poté mai confermare le versioni fornite da Adamski sugli incontri ravvicinati o vide di persona gli extraterrestri descritti dal contattista. Secondo alcuni scettici le foto prodotte potrebbero essere state abili artefatti realizzati dall'autore stesso, ma anche tra gli ufologi la genuinità della sua storia è ormai messa in forte dubbio.
Il sociologo ed ufologo italiano Roberto Pinotti, nel suo libro Ufo: Visitatori da altrove (e in altre sue opere), ritiene che il contattista polacco-americano fu ingannato ed usato da alcuni agenti della CIA. In sostanza, secondo la tesi di Pinotti, sostenendo in buona fede per anni teorie che la scienza dimostrò poi essere palesemente false (Venere abitabile, ad esempio), Adamski avrebbe screditato involontariamente l'ufologia realizzando i propositi della CIA. Pinotti riporta anche, a prova di questa sua collaborazione (volontaria o meno) con il governo statunitense, il fatto che Adamski è stato sepolto nel cimitero nazionale di Arlington.
L'ufologo Paolo Toselli, nel suo libro FBI dossier UFO, dove raccoglie e commenta alcuni dei documenti dell'FBI desecretati grazie al Freedom of Information Act, dedica ad Adamski la prima parte del capitolo sui contattisti. L'ente investigativo statunitense aveva iniziato a raccogliere informazioni sull'ufologo fin dal 1950, prima dei suoi supposti contatti con gli alieni.
Nell'agosto del 1950 due agenti, senza esplicitarsi, avevano incontrato Adamski nel suo locale e avevano riportato gli argomenti di una conversazione avuta con lui ed una donna che lavorava nel ristorante, interessandosi però più alle sue convinzioni filo-sovietiche e filo-comuniste (è da notare che questo avveniva in pieno maccartismo e di queste tendenze politiche non si parlerà più nei rapporti successivi) che non ai suoi avvistamenti (di cui mostrava già alcune foto), che anzi, secondo il rapporto, lo facevano valutare dal resto della comunità come "mentalmente squilibrato".
Secondo quanto riferito dagli agenti il futuro contattista era dell'opinione che le civiltà aliene avessero forme di governo simili al comunismo e che la Federal Communications Commission, pur essendone a conoscenza (grazie ad un contatto radio ottenuto con gli alieni), avesse deciso di tenere nascosta la notizia. Nel 1953, in occasione della diffusione delle notizie sui primi contatti con gli alieni e del possibile possesso da parte di Adamski di uno strumento in grado di causare l'atterraggio forzato di aerei e UFO, l'FBI e l'Office of Scientific Intelligence della CIA si interessarono nuovamente alla sua persona, decidendo di interrogarlo: il rapporto frutto dell'interrogatorio cita nuovamente questioni inerenti alla fedeltà agli Stati Uniti, ma questa volta di un conoscente del contattista (che viene da lui segnalato come possibile infedele), per riportare poi le dichiarazioni di Adamski sui suoi contatti con gli alieni e su supposte sue esperienze lavorative presso il vicino osservatorio di Monte Palomar, che ad un controllo si riveleranno false.
Successivo interesse verso il contattista da parte dell'FBI si ebbe nel febbraio del 1953 quando, secondo la versione data da un quotidiano, Adamski aveva dichiarato falsamente che il materiale da lui mostrato ad una conferenza era stato vagliato e ritenuto veritiero da parte dell'FBI stessa e dell'aviazione statunitense, per ammonirlo dal fornire simili informazioni false. Relativamente alla scelta del cimitero nazionale di Arlington come luogo di tumulazione delle ceneri di Adamski, Toselli, al contrario di Pinotti ed altri, la considera solo un diritto acquisito grazie al suo stato di veterano della prima guerra mondiale e non una qualche forma di premio per i suoi servigi in campo ufologico.
Oltre a questo Toselli ricorda che alcune delle 700 foto circa prodotte dal contattista nella sua carriera, una volta analizzate, si erano rivelate dei falsi. Edward J. Ruppelt, ufficiale dell'aviazione statunitense e direttore del Progetto Grudge e del successivo Progetto Blue Book (fino al 1953), nel suo libro Report On Unidentified Flying Objects afferma che al tempo del progetto le foto di Adamski vennero analizzate: pur non potendo decidere nettamente per la falsità o genuinità delle stesse, la perizia affermava che queste avrebbero potuto benissimo essere falsi prodotti con semplicità da un bambino con una macchina fotografica Brownie.
A partire dalla diffusione della sua prima opera, molti altri ufologi affermarono di aver avvistato, o in alcuni casi fotografato, mezzi simili a quelli mostrati da Adamski. L'editore Ray Palmer, successivamente alla pubblicazione (e al discreto successo) di "I dischi volanti sono atterrati", sostenne che alcuni anni prima, nel 1943, Adamski gli aveva sottoposto un racconto con una trama molto simile a quella del suo primo libro, dove però al posto del venusiano Orthon l'UFO sarebbe stato guidato da Gesù Cristo.

## Opere

### Tradotte in lingua italiana
- Desmond Leslie, George Adamski, I dischi volanti sono atterrati, 1996, Edizioni Mediterranee
- George Adamski, A bordo dei dischi volanti, 1996, Edizioni Mediterranee
- George Adamski, I dischi volanti torneranno, 1996, Edizioni Mediterranee

### In lingua inglese
- Cosmic Philosophy (1961), autopubblicato (ristampato nel 1972, Pine Hill Press OCLC 13371492)
- Flying Saucers Farewell (1961), Abelard-Schuman, OCLC 964949 (reprinted 1967 as [The Strange People, Powers, Events] Behind the Flying Saucer Mystery, Warner Paperback Library, OCLC 4020003)
- Flying Saucers Have Landed (1953), British Book Centre, ISBN 978-0-85435-180-0
- Flying Saucers Have Landed, revised and enlarged edition (1970), Neville Spearman, UK
- Inside the Space Ships (1955), Abelard-Schuman, OCLC 543169 (ristampato nel 1967 come Inside the Flying Saucers, Warner Paperback Library, OCLC 1747128)
- Pioneers of Space: a Trip to the Moon, Mars and Venus (1949), Leonard-Freefield, OCLC 4722893 (ristampato nel 2008, Inner Light/Global Communications)
- Wisdom of the Masters of the Far East (1936), Royal Order of Tibet (ristampato nel 1974, 2000, Health Research)

### Altre pubblicazioni in lingua inglese
- "Many mansions" (1955), SS&S Publications, OCLC 45443779
- "Petals of life: poems" (1937), OCLC 47304946
- "Telenews" (1960-03-28), OCLC 79040262
- "Telepathy: the Cosmic or Universal Language" (1958), s.n., OCLC 45443839
- "Science of Life Study Course" (1964), autopubblicato

## Adamski e i suoi UFO nei media
Come detto sia l'iconografia dei supposti velivoli spaziali fotografati da Adamski, sia la sua fama di contattista, ebbero ampio risalto nella cultura popolare. Lo scrittore Arthur C. Clarke, nel suo romanzo 3001: Odissea finale definisce gli ufologi come sofferenti della malattia di Adamski (Adamski's disease).
Il disco volante impiegato da Alcor nel manga ed anime UFO Robot Goldrake è chiaramente ispirato alle fotografie di Adamski relative all'ufo di tipo "circolare". Anche nel mondo dei videogiochi viene citato, per esempio in Mega Man 9 uno degli avversari è un UFO chiamato proprio Adamski.